# Laurent Lefèvre
Laurent Lefèvre (Maubeuge, 2 de julio de 1976) es un exciclista profesional francés. Se retiró en 2010 en el equipo Bouygues Telecom.

## Biografía
Hizo su debut en 1997 junto con su hermano David Lefèvre, quien dejó su carrera como ciclista en 2003 para convertirse en su entrenador. También es primo de Olivier Bonnaire. Era conocido por ser un buen escalador de media montaña. Al dejar el equipo Bouygues Telecom, puso fin a su carrera profesional al final de la temporada 2010.

## Palmarés
1997
- Clásica de Ordizia

2002
- Grand Prix de Villers-Cotterêts
- À travers le Morbihan
- 3.º en el Campeonato de Francia Contrarreloj

2003
- 1 etapa de la Vuelta a Baviera
- 1 etapa de la Dauphiné Libéré

## Resultados en Grandes Vueltas

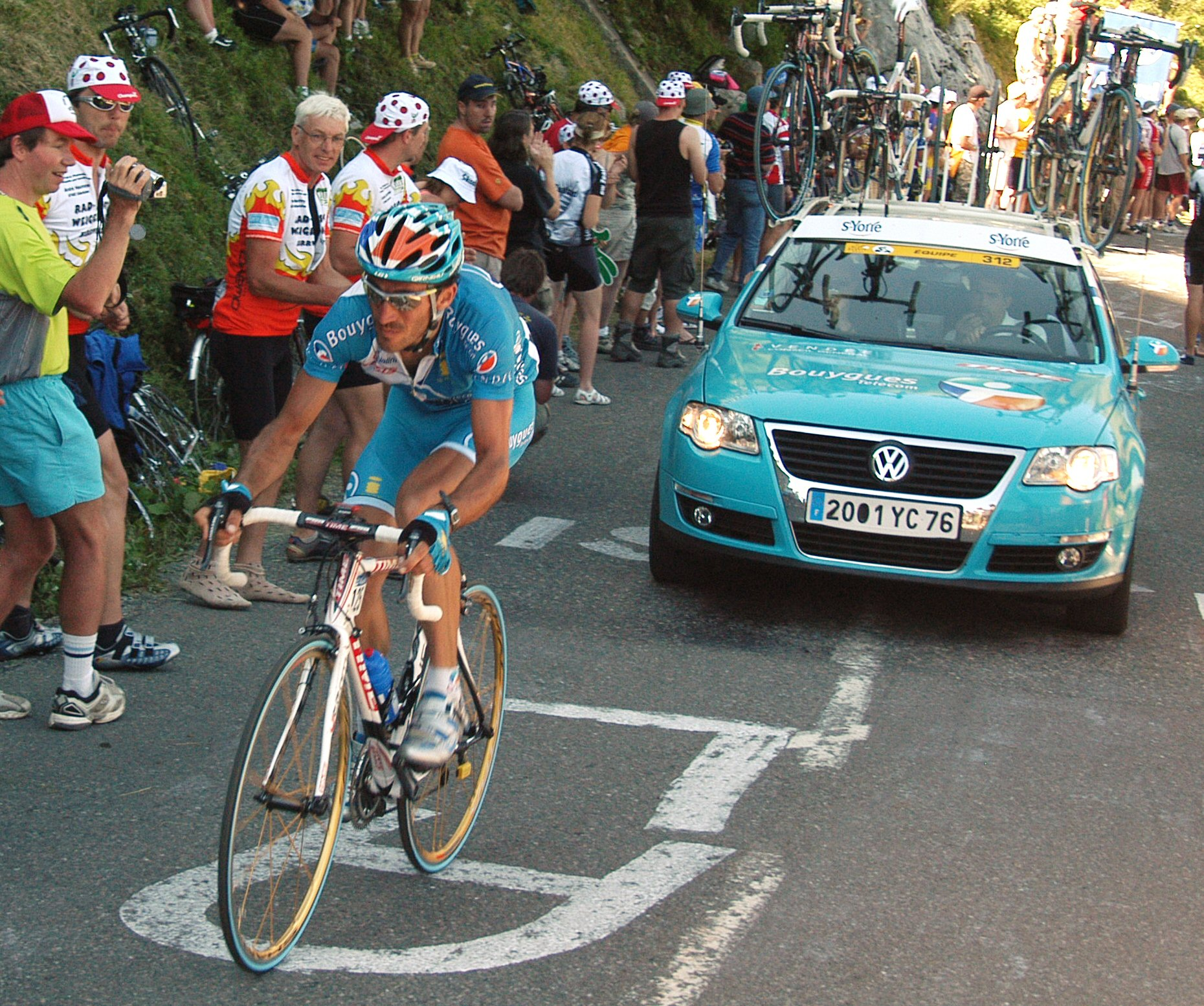
Laurent Lefèvre durante la ascensión en La Colombière durante el Tour de Francia 2007

| Carrera | Carrera         | 1997 | 1998 | 1999 | 2000 | 2001 | 2002 | 2003 | 2004 | 2005  | 2006 | 2007 | 2008 | 2009 | 2010 |
| ------- | --------------- | ---- | ---- | ---- | ---- | ---- | ---- | ---- | ---- | ----- | ---- | ---- | ---- | ---- | ---- |
|         | Giro de Italia  | —    | —    | —    | —    | —    | —    | —    | —    | 35.º  | 50.º | —    | —    | —    | —    |
|         | Tour de Francia | —    | —    | 88.º | Ab.  | —    | 34.º | 65.º | Ab.  | 117.º | 37.º | 58.º | 84.º | 42.º | —    |
|         | Vuelta a España | —    | —    | —    | —    | —    | —    | —    | —    | —     | —    | —    | —    | Ab.  | —    |

—: no participa
Ab.: abandono